# Dietmar Späth
Dietmar Späth (* 16. Mai  1963 in Fautenbach) ist ein deutscher parteiloser Politiker. Er ist seit 2022 Oberbürgermeister von Baden-Baden. Zuvor war er von 1993 bis 2022 Bürgermeister von Muggensturm.

## Herkunft, Ausbildung und Beruf
Späth wuchs in Fautenbach auf. In Sasbach besuchte er die Heimschule Lender. Nach seinem Abitur absolvierte er zunächst seinen Wehrdienst beim Transportbataillon der Markgraf-Ludwig-Wilhelm-von-Baden-Kaserne in Achern. Danach absolvierte er eine Verwaltungsausbildung bei der Stadt Achern und dem Landratsamt Ortenaukreis. Im Anschluss erwarb er an der Fachhochschule Kehl Verwaltungswissenschaften den akademischen Grad Diplom-Verwaltungswirt (FH). Seine Studienjahre 1987/88 finanzierte er sich als Croupier in der Spielbank Baden-Baden. Nach seinem Studium wurde er zunächst in den Jahren 1988 bis 1990 persönlicher Referent von Winfried Rosenfelder, dem Oberbürgermeister von Achern.

## Politische Tätigkeit
Späth wurde im Jahr 1993 als Nachfolger des amtierenden Christoph Müller zum Bürgermeister von Muggensturm gewählt. 2001 wurde er mit über 96 Prozent Zustimmung im Amt bestätigt, 2009 mit 98,5 Prozent. Bei der Bürgermeisterwahl in Muggensturm 2017 wurde er mit 97,19 Prozent der gültigen Stimmen für eine vierte Amtszeit wiedergewählt. Die Wahlbeteiligung lag bei 72,60 Prozent.
Er kandidierte 2005 erfolglos als Landrat des Landkreises Rastatt, als er Jürgen Bäuerle (CDU) unterlag. 2007 unterlag er bei einer Oberbürgermeisterwahl von Achern Klaus Muttach (CDU) mit 46,9 gegen 18,5 Prozent der Stimmen.
Am 13. März 2022 bei der Wahl zum Baden-Badener Oberbürgermeister erhielt Späth im ersten Wahlgang einen Stimmenanteil von 39,2 Prozent. Am 27. März 2022 wurde er im zweiten Wahlgang mit 55,34 Prozent der Stimmen – bei einer Wahlbeteiligung von 37,9 Prozent – zum Oberbürgermeister von Baden-Baden gewählt. Er folgte Margret Mergen (CDU) nach und trat sein Amt am 10. Juni 2022 an.

## Mitgliedschaften
Späth ist Spieler der deutschen Fußballnationalmannschaft der Bürgermeister und Ehrenpräsident des Blasmusikverband Mittelbaden e. V.

## Privates
Späth ist seit 1991 verheiratet und hat zwei Söhne.